# En haluu kuolla tänä yönä
En haluu kuolla tänä yönä (in finlandese "Non voglio morire stanotte") è un brano musicale della cantante finlandese Jenni Vartiainen, estratto come primo singolo dal suo secondo album Seili. En haluu kuolla tänä yönä è stato pubblicato il 1º febbraio 2010 su iTunes.
Il singolo ha raggiunto la prima posizione nelle classifica finlandesi dei singoli più venduti e dei singoli più scaricati.

## Tracce
1. En haluu kuolla tänä yönä – 3:47

## Classifiche
| Classifica                            | Posizione massima |
| ------------------------------------- | ----------------- |
| Suomen virallinen lista - Singlelista | 1                 |
| Suomen virallinen lista - Latauslista | 1                 |